# Alsodes igneus
Alsodes igneus é uma espécie de anfíbio anuro da família Alsodidae. Está presente no Chile. Não foi ainda avaliada pela UICN.